# جرالد هیلرینهاوس
جرالد هیلرینهاوس (Tor des Monats؛ زادهٔ ۲۲ ژوئن ۱۹۶۲) بازیکن فوتبال اهل آلمان است.
از باشگاه‌هایی که در آن بازی کرده‌است می‌توان به باشگاه فوتبال بایرن مونیخ، باشگاه فوتبال شالکه ۰۴، باشگاه فوتبال کایزرسلاوترن، و باشگاه فوتبال مونیخ ۱۸۶۰ اشاره کرد.